# Wereldbeker schaatsen 2008/09/Wereldbeker 2 - Ploegenachtervolging mannen

## Uitslag
| rang   | team             | tijd    | punten |
| ------ | ---------------- | ------- | ------ |
| Goud   | Nederland        | 3.42,29 | 100    |
| Zilver | Verenigde Staten | 3.43,48 | 80     |
| Brons  | Zweden           | 3.47,20 | 70     |
| 4      | Canada           | 3.47,52 | 60     |
| 5      | Japan            | 3.47,96 | 50     |
| 6      | Noorwegen        | 3.48,31 | 45     |
| 7      | Italië           | 3.49,81 | 40     |
| 8      | Rusland          | 3.49,81 | 36     |
| 9      | Polen            | 3.50,92 | 32     |
| 10     | Zuid-Korea       | 3.53,95 | 28     |
| 11     | Frankrijk        | 3.58,75 | 24     |
| 12     | Roemenië         | 3.59,51 | 21     |
| 13     | Tsjechië         | 4.02,91 |        |
| 14     | Duitsland        | 4.57,63 | 21     |
| 15     | China            | DNF     | 0      |

## Loting
| rit | binnenbaan | buitenbaan       |
| --- | ---------- | ---------------- |
| 1   | Nederland  |                  |
| 2   | Frankrijk  | Noorwegen        |
| 3   | Roemenië   | Tsjechië         |
| 4   | Zweden     | China            |
| 5   | Rusland    | Zuid-Korea       |
| 6   | Polen      | Verenigde Staten |
| 7   | Japan      | Italië           |
| 8   | Canada     | Duitsland        |